# Gustl Bayrhammer
Adolf Gustav Rupprecht Maximilian "Gustl" Bayrhammer (Monaco di Baviera, 12 febbraio 1922 – Krailling, 24 aprile 1993) è stato un attore tedesco.

## Filmografia parziale

### Cinema
- O.k., regia di Michael Verhoeven (1970)
- Meister Eder und sein Pumuckl, regia di Ulrich König (1982)
- Der Schnüffler, regia di Ottokar Runze (1983)
- Hatschipuh, regia di Ulrich König (1987)
- Pumuckl und der blaue Klabauter, regia di Alfred Deutsch e Horst Schier (1994)

### Televisione
- Der Hauptmann von Köpenick - film TV (1960)
- Königlich Bayerisches Amtsgericht - serie TV, 53 episodi (1969-1972)
- Der Brandner Kaspar und das ewig' Leben - film TV (1975)
- Spannagl & Sohn - serie TV, 8 episodi (1975-1976)
- La moglie del capostazione (Bolwieser) - film TV (1977)
- Der Bürgermeister - serie TV, 13 episodi (1979-1980)
- Der Komödienstadel - serie TV, 8 episodi (1969-1982)
- La clinica della Foresta Nera (Die Schwarzwaldklinik) - serie TV, 3 episodi (1987-1989)
- Meister Eder und sein Pumuckl - serie TV, 52 episodi (1982-1989)
- Tatort - serie TV, 30 episodi (1971-1992)
- Weißblaue Geschichten - serie TV, 21 episodi (1983-1992)